# The Cake Eaters
The Cake Eaters es una película de 2007 sobre dos familias de una pequeña ciudad que deben enfrentar problemas con el regreso de un hijo de la familia.  La película fue dirigida por Mary Stuart Masterson y es protagonizada por Kristen Stewart, Aaron Stanford, Bruce Dern, y Jayce Bartok.
Kristen Stewart aparece como Georgia, una chica joven con ataxia de Friedreich, una enfermedad extraña que actualmente no tiene cura.

## Elenco
- Kristen Stewart como Georgia Kaminski.
- Aaron Stanford como Beagle.
- Bruce Dern como Easy.
- Elizabeth Ashley como Marg.
- Melissa Leo como Ceci.
- Miriam Shor como Stephanie.